# رأی‌گیری محدود
رأی‌گیری محدود به رأی‌گیری گفته می‌شود که در آن تعداد افرادی که رأی‌دهندگان می‌توانند به آن‌ها رأی‌دهند، کمتر از تعداد کسانی است که می‌توانند انتخاب شوند.
رأی‌دهی محدود از لحاظ فلسفهٔ رأی‌دهی مشابه تک‌رأی انتقال‌ناپذیر و رأی دسته‌جمعی است و بین این دو قرار دارد و حتی تک‌رأی انتقال‌ناپذیر را می‌توان حالت خاصی از رأی‌گیری محدود دانست. فرض کنید قصد انتخاب k کرسی از بین n نامزد را داشته باشیم، و هر رأی‌دهنده مجاز به انتخاب x نامزد باشد. اگر x بزرگ‌تر از یک و کوچکتر از k باشد، با نظام رأی‌گیری محدود مواجهیم. اگر x برابر یک باشد با نظام تک‌رأی انتقال‌ناپذیر مواجهیم و اگر x برابر k باشد با رأی دسته‌جمعی. اینکه در رأی‌گیری محدود، x بر چه مبنایی باید انتخاب شود (مثلاً چرا ۴ و نه ۵) سؤالی است که پاسخ روشنی به آن داده نشده است. از این نظام رأی‌گیری در برخی از انتخابات محلی آمریکا استفاده می‌شود.

## مزایا
رأی‌گیری محدود، از نگاه رأی‌دهنده، نظام ساده‌ای محسوب می‌شود و کافیست هر فرد محدودیت تعداد رأی‌هایش را بداند. نیکلاس تیدیمن، اقتصاددان و مبدع چند روش انتخاباتی، این نظام را از لحاظ سادگی قواعد، سادگی رأی‌دهی، و سادگی شمارش آرا از بین هفت درجهٔ خیلی زیاد، زیاد، متوسط رو به زیاد، متوسط، متوسط رو به کم، کم، و خیلی کم به ترتیب در وضعیت خیلی زیاد، زیاد، و زیاد قرار می‌دهد.
رأی‌گیری محدود می‌تواند به انتخاب نماینده برای اقلیت‌ها کمک کند و مانع پرشدن همهٔ کرسی‌ها به وسیلهٔ گروه اکثریت شود. هرچقدر x به k نزدیک‌تر شود از میزان تناسبی بودن روش کاسته می‌شود و بالعکس، هرچقدر x به یک نزدیک‌تر شود نتایج متناسب‌تر خواهند بود. نیکلاس تیدیمن از بین هفت درجه‌ مذکور این نظام را از لحاظ تناسبی بودن در وضعیت متوسط رو به کم قرار می‌دهد. اگر x از نصف k بزرگ‌تر باشد، حزب اکثریت می‌تواند تمام x کرسی را صاحب شود و دومین حزب بزرگ مابقی کرسی‌ها را، البته این‌ها همه به شرطی که انضباط حزبی برقرار باشد و طرفداران همگی به لیست ارائه‌شده از سوی حزب رأی دهند، وگرنه نتایج به‌سادگی قابل پیش‌بینی نیست. اگر x از نصف k کوچک‌تر باشد، سومین حزب بزرگ نیز از شانس قابل ملاحظه برای کسب کرسی برخوردار خواهد شد و هرچقدر x به یک نزدیک‌تر شود این احتمال بیشتر می‌شود.

## معایب
واضح‌ترین مشکل این نوع انتخابات این است که رأی‌دهندگان نمی‌توانند نظرشان را در مورد همهٔ نمایندگان ابراز کنند و این موضوع می‌تواند به نوعی پایه‌های مشروعیت نمایندگان را زیر سؤال ببرد. ایراد مهم دیگری که به این روش رأی‌گیری وارد است این است که در سامانهٔ دارای احزاب قوی که افراد مقید هستند تنها به حزب خودشان رأی دهند، تعداد نمایندگانی که از هر حزب یا گروه انتخاب خواهند شد بیشتر به محدودیت شمار رأی‌هایی که هر رأی‌دهنده می‌تواند بدهد (عدد x) بستگی دارد تا میزان مقبولیت حزب. به عبارتی دیگر، بهترین استراتژی برای هر حزب این است که دقیقاً به تعداد x نامزد معرفی کند، نه کمتر نه بیشتر، چراکه معرفی تعداد بیشتری نامزد خطر شکستن آرا و چه بسا از دست دادن همهٔ کرسی‌ها را در بر دارد و معرفی تعداد کمتری نامزد بدین معنی است که حزب از همهٔ ظرفیت و پتانسیل طرفدارانش استفاده نکرده است. این نظام به‌طور کلی در برابر رأی‌دهی تاکتیکی آسیب‌پذیر است و نیکلاس تیدیمن میزان مقاومت این نظام در برابر رأی‌دهی تاکتیکی را از بین هفت درجهٔ خیلی زیاد، زیاد، متوسط رو به زیاد، متوسط، متوسط رو به کم، کم، و خیلی کم در وضعیت متوسط رو به کم قرار می‌دهد. رأی‌دهندگانی که مطمئن‌اند نامزد محبوبشان از رأی کافی برای انتخاب شدن برخوردار است وسوسه می‌شوند که به نامزد دیگری رأی دهند و از آن طرف، رأی‌دهندگانی که مطمئن‌اند نامزد محبوبشان هیچ شانسی برای رأی آوردن ندارد این انگیزه را دارند که به نامزدی دیگر رأی دهند که از شانس قابل توجه برای رأی آوردن برخوردار است.

## یادداشت
1. ↑  Nicolaus Tideman